# Reposición
Una reposición o repetición es una nueva emisión de un contenido radial o televisivo o incluso cinematográfico, ya emitido con anterioridad. Pueden tener lugar con episodios individuales o con temporadas o con programas completos. Normalmente un canal de televisión emplea reposiciones para llenar huecos en su programación, en función de su costo accesible, aunque también existen canales de cable que se dedican exclusiva o principalmente a la reposición de programas antiguos. 
Algunos televidentes consideran a las reposiciones como algo positivo, ya que permiten ver contenidos que no pudieron ver en sus primeras emisiones (ya sea por cuestiones personales o por ignorar la existencia del programa), o bien para disfrutar nuevamente un programa visto con anterioridad. Los críticos de las reposiciones las consideran una forma facilista de los canales televisivos de conseguir buenas mediciones de rating sin comprometerse con la creación de contenidos propios.
En el caso del cine, una reposición o reestreno puede consistir en repetir la película original aunque tal vez remasterizada o mejorada de alguna forma.